# Карликовый тинаму
Карликовый тинаму (лат. Taoniscus nanus) — небольшая птица семейства тинаму, внешне напоминающая куропатку, с коротким хвостом и крыльям.
Карликовый тинаму достигает длины 13—16 см. Окраска обычно серо-коричневая, в области горла более бледная, в области шеи и верхней части туловища — более тёмная; нижняя часть тела обычно коричневатая, близкая к цвету буйволиной кожи, хохолок черноватый. Некоторые особи значительно темнее других и с преобладанием серого цвета в окраске тела, однако неясно, является ли такое оперение следствием полиморфизма или различия между полами животного. Радужная оболочка и ноги тускло-жёлтого цвета. Внешне карликовый тинаму может напоминать небольшую темноватую Nothura (род птиц этого же семейства), но чаще его путают с Micropygia schomburgkii.
Вокализация птицы состоит из коротких пронзительных трелей. Обитает на скрэбовых травянистых сообществах на высоте около 1000 м над уровнем моря. Ареал ограничен областью Серраду на юго-востоке Бразилии. Питается в основном семенами трав, термитами и другими насекомыми, мелкими членистоногими.
Ранее эта птица находилась на грани исчезновения из-за интенсивной охоты на неё и потери среды обитания под влиянием механизации сельского хозяйства в данном регионе, что приводит к обезлесению и чрезмерному использованию пестицидов. По данным на 2000 год, численность вида оценивалась между 5800 и 6960 взрослых особей. Ныне в Бразилии существует три национальных парка, на территории которых эта птица взята под охрану.
Карликовый тинаму был описан Конрадом Якобом Темминком в 1815 году. В 1842 году  Глогер выделил его в монотипический род.